# Kolmetkarit
Kolmetkarit är en ö i Finland. Den ligger i sjön Suomenperänjärvi och i kommunen Eura i den ekonomiska regionen  Raumo ekonomiska region  och landskapet Satakunta, i den sydvästra delen av landet, 170 km nordväst om huvudstaden Helsingfors. Öns area är 1,1 hektar och dess största längd är 300 meter i sydöst-nordvästlig riktning.  Notera att namnet antyder att det är fråga om flera öar.